# Rudolf Simek
Rudolf Simek (Eisenstadt, 21 de janeiro de 1954) é um filólogo austríaco, especializado em estudos da literatura germânica antiga e do paganismo nórdico.
Nascido  em  Eisenstadt, Estado  de Burgenland, Rudolf Simek estudou literatura, teologia católica e mitologia germânica nórdica antiga, na Universidade de Viena. Desde 1995  é  professor de estudos alemães na Universidade de Bonn.